# Staurochilus leytensis
Staurochilus leytensis là một loài thực vật có hoa trong họ Lan. Loài này được (Ames) Christenson mô tả khoa học đầu tiên năm 2005.